# Dinah Shore
Dinah Shore, nome d'arte di Frances Rose Shore (Winchester, 29 febbraio 1916 – Beverly Hills, 24 febbraio 1994), è stata una cantante, attrice e personaggio televisivo statunitense. È stata particolarmente in auge durante l'epoca delle Big Band, fra gli anni quaranta e gli anni cinquanta.
Nel cinema d'animazione ha dato la voce a Bongo nel cortometraggio Bongo e i tre avventurieri, nono classico della Disney, prodotto nel 1947.
Il suo singolo I'll Walk Alone, che la vide presente nel film La nave della morte, si piazzò al primo posto delle classifiche di vendita negli Stati Uniti Billboard Hot 100 restandovi quattro settimane fra l'ottobre ed il novembre 1944, mentre Buttons and Bows vi rimase dieci settimane fra ottobre 1948 e gennaio dell'anno successivo.
Fa parte delle celebrità della Hollywood Walk of Fame in triplice riconoscimento: per la sua attività alla radio, per cui condusse un celebre show, al 1751 di Vine Street; per quella di cantante e per quella di personaggio televisivo rispettivamente al 6901 e al 6916 dell'Hollywood Boulevard.

## Biografia
Nata da Solomon e Anna Stein Shore, emigranti di religione ebraica originari della Russia, ebbe un'infanzia difficile. Aveva una sorella di otto anni più grande, Elizabeth detta "Bessie". All'età di due anni le fu diagnostica una forma di poliomielite (paralisi infantile), una malattia all'epoca non facilmente diagnosticabile e curabile praticamente con il solo riposo. I suoi genitori la curarono con intensità fino a giungere a una sostanziale regressione della malattia che segnò tuttavia la giovane nel fisico con una deformazione alle estremità inferiori.
Fin da piccola, nonostante i problemi di salute, Shore si appassionò alla musica e fu incoraggiata ad avvicinarsi al canto dai suoi stessi genitori. In particolare, il padre la portava con sé nel negozio da lui gestito dove la giovane intratteneva i clienti con piccoli spettacoli fatti con canzoni improvvisate per l'occasione.

### I successi musicali

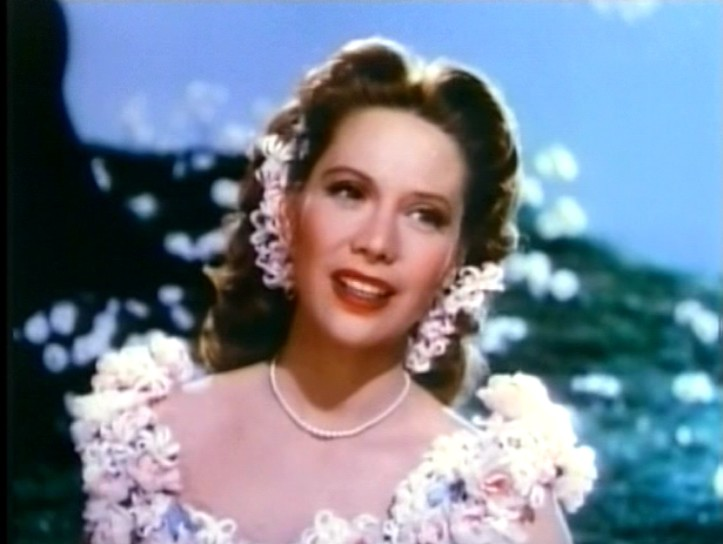
Dinah Shore in Till the Clouds Roll By

Nel 1924 la famiglia Shore si trasferì a Nashville (Tennessee), dove il capofamiglia aprì un grande magazzino. Sebbene condizionata dai postumi della malattia che l'aveva afflitta, la giovane s'impegnò in attività sportive inserendosi anche nella squadra delle ragazze pon-pon della Hume-Fogg High School.
A Nashville iniziò a lavorare nella locale radio quando era ancora adolescente. La sua carriera professionale ebbe inizio più tardi a New York dove debuttò come cantante dell'orchestra di Xavier Cugat. Il fallimento di alcune audizioni per cantare con Benny Goodman e Tommy Dorsey la convinsero a proseguire la carriera come cantante solista.
Firmò così una scrittura con la Bluebird Records che nel biennio 1940-1941 le fece incidere diversi singoli (oltre a Yes, My Darling Daughter, I Hear a Rhapsody e Jim).
Nel 1942 vendette un milione di copie con il brano Blues in the Night. Questo successo le fruttò un contratto con la RCA Victor, etichetta per la quale registrò in studio l'hit You'd Be So Nice to Come Home To e, soprattutto, nel 1944, la celebre I'll Walk Alone.

### Attività cinematografica e televisiva
Shore ha lavorato sempre in quegli anni in diverse pellicole cinematografiche, quali Up in Arms (1944) e Till the Clouds Roll By (1946). Proseguendo l'attività di cantante, incise fino al 1949 altri brani di successo: The Gypsy, I Love You for Sentimental Reasons, Anniversary Song, I Wish I Didn't Love You So, Buttons and Bows e Dear Hearts and Gentle People.
Negli anni cinquanta la notorietà acquisita in campo musicale si riverberò in quella televisiva tanto da farla diventare un personaggio del piccolo schermo, titolare di un proprio spettacolo, il Dinah Shore Chevy Show, uno show che è andato avanti, sia pure in maniera irregolare, fino agli anni ottanta.

### I lasciti

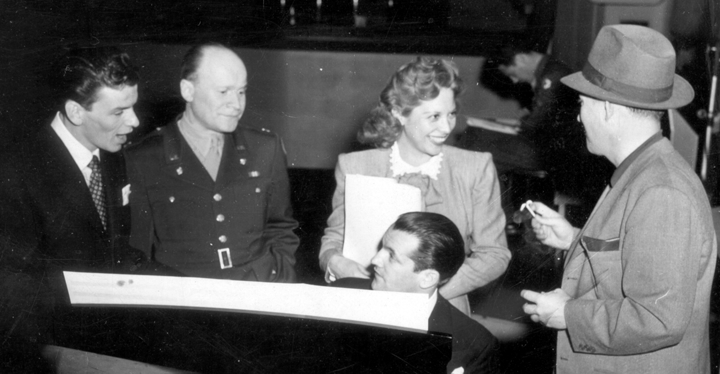
Dinah Shore con Frank Sinatra e Bing Crosby nel 1944

Dinah Shore è morta in conseguenza di un tumore alle ovaie cinque giorni prima del suo settantottesimo compleanno. Le sue ceneri sono state distribuite in due diversi luoghi funebri della California: una metà sepolta all'Hillside Memorial Park Cemetery di Culver City, e l'altra metà al Forest Lawn Cemetery di Cathedral City, poco distante da Palm Springs dove la cantante-attrice aveva una seconda casa.
I suoi lasciti sono molteplici e comprendono un album pubblicato postumo nel 1998 con arrangiamenti di André Previn, concomitante con la riedizione di alcuni classici come April in Paris e My Funny Valentine. La figlia di Dinah, Melissa Montgomery, è la depositaria dei diritti della maggior parte della produzione televisiva che ha riguardato sua madre.
Nel marzo 2003 il network pubblico Public Broadcasting Service ha trasmesso lo speciale MWAH! The Best of The Dinah Shore Show 1956-1963, circa un'ora di rare immagini a colori che mostrano Dinah duettare con alcune guest star del suo show: Ella Fitzgerald, Jack Lemmon, Frank Sinatra, Bing Crosby, Pearl Bailey, George Burns, Groucho Marx, Peggy Lee e Mahalia Jackson.
A Cathedral City una strada è stata titolata al suo nome, così come a Winchester (Tennessee), suo luogo natale, esiste un Dinah Shore Boulevard.

## Riconoscimenti
- Premi Emmy 1954 – Migliore attrice protagonista di uno show o di una serie televisiva – nomination per The Dinah Shore Show
- Golden Globe 1956 – Golden Globe per la miglior trasmissione televisiva – premio per Disneyland (episodio Davy Crockett)
- Golden Globe 1957 – Golden Globe per la miglior attrice in una serie commedia o musicale – nomination per Dinah!

## Discografia
(Le liste sono incomplete e puramente indicative)

### Singoli
- Stardust (1941)
- See the USA in Your Chevrolet (1952)
- Skylark
- Hello Young Lovers
- Baby, It's Cold Outside (in duo con Buddy Clark)
- Blues in the Night
- The Breeze and I (suo primo singolo come cantante, con l'orchestra diretta da Xavier Cugat)
- Buttons and Bows
- The Cattle Call
- Chantez, Chantez
- Dear Hearts and Gentle People (cantata anche con Bing Crosby)
- Fascination
- The Gypsy (eseguita anche da The Ink Spots, originariamente da Dorothy Squires)
- I Could Have Danced All Night
- I'll Never Say Never Again Again
- I'll Walk Alone
- It's So Nice to Have a Man Around the House
- Laughing on the Outside, Crying on the Inside
- Love and Marriage
- Shoo-Fly Pie and Apple Pan Dowdy
- Stolen Love
- Whatever Lola Wants
- You'd Be So Nice To Come Home To
- Blues My Naughty Sweetie Gave To Me / Moanin' Low/Am I Blues/Memphis Blues (RCA Italiana, A72V 0038, 1954)

### Album
- Holding Hands at Midnight (1955, RCA)
- I'm Your Girl (1955, RCA Camden)
- Bouquet of Blues (1956, RCA)
- Moments Like These (1958, RCA)
- Dinah, Yes Indeed! (1959, Capitol)
- Dinah Sings, Previn Plays (1960, Capitol)
- Sombody Loves Me (1960, Capitol)
- Dinah Sings Some Blues with Red (1960, Capitol)
- The Fabulous Hits of Dinah Shore (1962, Capitol)
- Dinah Down Home! (1962, Capitol)
- Lower Basin Street Revisited (1965, Reprise)
- Songs for Sometime Losers (1967, Project 3)
- Country Feelin' (1969, Decca)

## Filmografia

### Cinema
- Thank Your Lucky Stars, regia di David Butler (1943)
- Così vinsi la guerra (Up in Arms), regia di Elliott Nugent (1944)
- La nave della morte (Follow the Boys), regia di A. Edward Sutherland (1944)
- La bella dello Yukon (Belle of the Yukon), regia di William A. Seiter (1944)
- Musica maestro (Make Mine Music), regia di Robert Cormack (1946) - voce
- Nuvole passeggere (Till the Clouds Roll By), regia di Richard Whorf 1946)
- Bongo e i tre avventurieri (Fun & Fancy Free) (1947) - voce
- Aaron Slick from Punkin Creek, regia di Claude Binyon (1952)
- A Great New Star (1952, cortometraggio)
- Screen Snapshots: Hollywood Stars on Parade (1954, cortometraggio)
- Screen Snapshots: Hollywood Small Fry (1956, cortometraggio)
- Premier Khrushchev in the USA (1959, documentario)
- Bentornato, Dio! (Oh, God!), regia di Carl Reiner (1977) - cameo
- Healthy (1980, cameo)

### Televisione
- The Dinah Shore Show (1951-1956)
- The Dinah Shore Chevy Show (1956-1963)
- Cimarron City – serie TV, episodio 1x11 (1958)
- Dinah's Place (1970-1974)
- Hold That Pose (1971, cancellato dopo poche settimane)
- Dinah Shore: In Search of the Ideal Man (1973)
- Dinah! (1974-1980)
- Dinah and Her New Best Friends (1976, serie estiva)
- The Carol Burnett Show (guest star, 13 novembre 1976)
- Pee-wee's Playhouse Christmas Special (guest star, 1988)
- La signora in giallo (Murder, She Wrote) - serie TV, episodio 5x15 (1989)
- Conversations with Dinah (1989-1991)

## Doppiatrici italiane
- Andreina Pagnani in Così vinsi la guerra
- Franca Salerno in La signora in giallo

Come doppiatrice è stata sostituita da:
- Gemma Griarotti in Bongo e i tre avventurieri (ed. originale)